# Megatylopus
Megatylopus  es un género extinto de animal terrestre herbívoro de la familia de los Camelidae, endémico de América del Norte que vivió desde el Mioceno al Plioceno superior-Pleistoceno inferior hace entre 13,6 y 1,8 millones de años aproximadamente.

## Taxonomía
Megatylopus fue nombrado por Matthew y Cook (1909). La especie tipo es Megatylopus gigas. Fue asignado a los Camelidae por Matthew y Cook (1909), Webb (1965), Patton (1969), Harrison (1985), Carroll (1988) y Honey et al. (1998).

## Morfología
Medía aproximadamente 4,20 m de altura, con patas de 2,10 m (7 ft). 
Se examinó un único espécimen para calcular su masa corporal por M. Mendoza, C. M. Janis, y P. Palmqvist. Se estimó que este espécimen pesaba:
- 1698,4 kg (3744,3 lb)[7]

## Distribución fósil
Se han encontrado fósiles desde Carolina del norte hasta California.